# Potamocorbula chilkaensis
Potamocorbula chilkaensis is een tweekleppigensoort uit de familie van de Corbulidae. De wetenschappelijke naam van de soort is voor het eerst geldig gepubliceerd in 1911 door Preston.